# Rebecca (voornaam)
Rebecca, ook wel gespeld als Rebekka of Rebekah, is een van oorsprong Hebreeuwse meisjesnaam. Varianten zijn Rifka, Rivka(h) en Rafqa.
De betekenis van de naam is niet zeker. De naam Rebecca komt voor in het boek Genesis van de Hebreeuwse Bijbel als de  vrouw van Isaäk en moeder van Jakob en Esau (Genesis 24). 
In Nederland is de naam bekend sinds de 17e eeuw, met name in Zeeland. Tegenwoordig is hij vooral als Joodse naam in gebruik, maar ook komt hij traditioneel in vele christelijk religieuze families voor.

## Bekende naamdraagsters
- Rafqa, Libanees maronitisch heilige

- Rebekka, vrouw van Izaäk, en de moeder van Jakob en Esau
- Rebecca Balding, Amerikaans actrice
- Rebecca Bijker, presentatrice van de Evangelische Omroep
- Rebecca Cartwright, Australisch actrice en echtgenote van Lleyton Hewitt
- Rebecca Lee Crumpler, Amerikaans arts, verpleegkundige en auteur
- Rebecca De Mornay, Amerikaans actrice
- Rebecca Doejaaren, Nederlands voetbalster
- Rebecca van Emden, Nederlands schermster
- Rebecca Ferguson (actrice), Zweeds actrice
- Rebecca Field, Amerikaans actrice
- Rebecca Gibney, Nieuw-Zeelands actrice
- Rebecca Gomperts, Nederlands arts en vrouwenrechtenactiviste
- Rebecca Hazlewood, Brits Indiaas actrice
- Rebecca Herbst, Amerikaans actrice
- Rebecca Huys, Belgisch actrice
- Rebecca Loos, voormalig persoonlijke assistente van de Engelse voetballer David Beckham
- Rebecca Miller (film), Amerikaans filmregisseur en scenarioschrijver
- Rebecca Romijn, Amerikaans fotomodel, presentatrice en actrice van Nederlandse afkomst
- Rebecca St. James, Australisch zangeres
- Rebecca Talen, Nederlands wielrenster
- Rebecca Wisocky, Amerikaans actrice

- Rifka Lodeizen, een Nederlandse actrice
- Rivkah op het Veld, een Nederlandse sportpresentatrice